# 섹스 앤 더 시티 2
섹스 앤 더 시티 2(Sex and the City 2)는 2010년 개봉한 미국의 영화로, 섹스 앤 더 시티의 속편이자, 동명의 드라마를 원작으로 하고 있다.
2010년 5월 27일 미국 극장에서 개봉했으며 다음날 영국에서 개봉되었다. 평론가들마다 의견은 분분하지만 95,000,000달러 제작비에 294,000,000달러의 수익을 거둬들이며 흥행에 성공했다.

## 출연

### 주연
- 사라 제시카 파커
- 킴 캐트럴
- 크리스틴 데이비스
- 신시아 닉슨

### 조연
- 크리스 노스
- 데이비드 아이젠버그
- 에반 핸들러
- 제이슨 루이스
- 마리오 캔톤
- 윌리 가슨

## 기타
- 원작자: 캔디스 부시넬
- 원작자: 대런 스타
- 공동제작: 에릭 M. 사이퍼스
- 라인프로듀서: 자카리아 아라우이
- 협력프로듀서: 티파니 헤이즈렛 파커
- 협력프로듀서: 멜린다 리레라
- 미술: 제레미 콘웨이
- 세트: 리디아 마크스
- 세트: 리 샌들스
- 의상: 패트리샤 필드
- 의상: 재클린 오크네이언
- 의상: 제시카 리플랜스키
- 의상: 몰리 로저스
- 의상: 대니 산티아고
- 배역: 버나드 텔시